# Fulnek
Fulnek là một thị trấn thuộc huyện Nový Jičín, vùng Moravskoslezský, Cộng hòa Séc.